# I Am Not Afraid
I Am Not Afraid es el decimosexto álbum de estudio del trompetista sudafricano Hugh Masekela. Fue publicado el 27 de mayo de 1974 por el sello Blue Thumb Records.

## Grabación y contenido
Las sesiones de grabación de I Am Not Afraid tuvieron lugar en marzo de 1974 en Wally Heider Studios, en Los Ángeles, California. Stewart Levine produjo el álbum y Rik Pekkonen se desempeñó como ingeniero de audio. Una vez completas las sesiones de grabación, el álbum se mezcló en Hollywood Sound Records y masterizó en The Mastering Lab. I Am Not Afraid contenía siete canciones. Seis de los temas fueron compuestos por el propio Masekela. Sekou Toure fue acreditado como coautor en «Nina». I Am Not Afraid incluye una versión del estándar «A Night in Tunisia», compuesto por Dizzy Gillespie y Frank Paparelli.

## Recepción de la crítica
Un escritor no especificado de la revista Cash Box declaró: “Su último trabajo es espectacular y presenta al artista con varios músicos excelentes, incluidos Stanley Kwesi Todd, Nat Hammond y Samuel Nortey. Los puntos fuertes de Masekela son numerosos y abundan en este LP”. Un escritor no especificado de Billboard comentó: “El trompetista y vocalista africano añade dos miembros de los Crusaders para lograr un sonido afro-pop comercial y ajustado”.

## Lista de canciones
Todas las canciones compuestas por Hugh Masekela, excepto donde esta anotado.
Lado uno
1. «Night in Tunisia» (Dizzy Gillespie, Frank Paparelli) – 7:32
2. «Been Such a Long Time Gone» – 4:00
3. «In the Market Place» – 5:35
4. «Jungle Jim» – 4:30

Lado dos
1. «African Secret Society» – 5:45
2. «Nina» (Masekela, Sekou Toure) – 5:40
3. «Stimela (Coaltrain)» – 6:30

## Créditos y personal
Créditos adaptados desde las notas de álbum de I Am Not Afraid.
Músicos
- Hugh Masekela – voces, trompeta, fliscorno
- Stanley Kwesi Todd – bajo eléctrico, voces
- Nat “Leepuma” Hammond – conga, flauta, voces
- James Kwaku Morton – conga
- Richard Neesai “Jagger” Botchway – guitarra
- Isaac Asante – batería,[b] percusión, voces
- Stix Hooper (sin acreditar) – batería, percusión[5]
- Samuel Nortey – shekere
- Acheampong Welbeck – cabasa, campana, bombo
- Joe Sample (sin acreditar) – piano[6]

Personal técnico
- Stewart Levine – productor
- Rik Pekkonen – ingeniero de audio
- Arnie Acosta – masterización
- Tom Wilkes – diseño, fotografía